# Tiên Động
Tiên Động là một xã thuộc huyện Tứ Kỳ, tỉnh Hải Dương, Việt Nam.
Xã Tiên Động có diện tích 7,48 km², dân số năm 1999 là 6970 người, mật độ dân số đạt 932 người/km².
Là tên một xã từ sau CM tháng 8 sau khi hợp nhất 5 xã trong lịch sử là: Lộng Khê (nay là thôn Đoàn Khê), Đồng Bào, Hòa Nhuệ, Quan Lộc (vốn được ghép từ 2 xã Cấm Quan và Bão Lộc thời vua Nguyễn Thành Thái) và Tiên Thọ.
Xã Tiên Động có 4 thôn: Quan Lộc, Đồng Tâm, Đoàn Khê, Hòa Nhuệ